# 70. Tony-gála
A 70. Tony-gála a 2015/2016-os szezon legjobb Broadway színházi alakításait értékelte. A díjátadót 2016. június 12-én tartották a New York-i Beacon Theatreben, a műsor házigazdája James Corden volt. A ceremóniát a CBS televízióadó közvetítette élőben, a jelöltek listáját Nikki M. James és Andrew Rannells jelentette be 2016. május 3-án.

## Győztesek és jelöltek
A nyertesek félkövérrel jelölve.
| Legjobb színdarab ‡ | Legjobb musical ‡ |
| --- | --- |
| - The Humans – Stephen Karam - Eclipsed – Danai Gurira - Apa – Florian Zeller - King Charles III – Mike Bartlett | - Hamilton - Bright Star - Rocksuli - Shuffle Along, or, the Making of the Musical Sensation of 1921 and All That Followed - Waitress |
| Legjobb színdarab újra a színpadon ‡ | Legjobb musical újra a színpadon ‡ |
| - Pillantás a hídról - Blackbird - A salemi boszorkányok - Hosszú út az éjszakába - Függöny fel! | - Bíborszín - Hegedűs a háztetőn - She Loves Me - Tavaszébredés |
| Legjobb férfi főszereplő színdarabban | Legjobb női főszereplő színdarabban |
| - Frank Langella – Apa (Andre) - Gabriel Byrne – Hosszú út az éjszakába (James Tyrone) - Jeff Daniels – Blackbird (Ray Brooks) - Tim Pigott-Smith – King Charles III (III. Károly) - Mark Strong – Pillantás a hídról (Eddie Carbone)                                         | - Jessica Lange – Hosszú út az éjszakába (Mary Tyrone) - Laurie Metcalf – Tortúra (Annie Wilkes) - Lupita Nyong’o – Eclipsed (A lány) - Sophie Okonedo – A salemi boszorkányok (Elizabeth Proctor) - Michelle Williams – Blackbird (Una Spencer)                       |
| Legjobb férfi főszereplő musicalben | Legjobb női főszereplő musicalben |
| - Leslie Odom Jr. – Hamilton (Aaron Burr) - Alex Brightman – Rocksuli (Dewey Finn) - Danny Burstein – Hegedűs a háztetőn (Tevye) - Zachary Levi – She Loves Me (Georg Nowack) - Lin-Manuel Miranda – Hamilton (Alexander Hamilton)                                            | - Cynthia Erivo – Bíborszín (Celie Harris Johnson) - Laura Benanti – She Loves Me (Amalia Balash) - Carmen Cusack – Bright Star (Alice Murphy) - Jessie Mueller – Waitress (Jenna Hunterson) - Phillipa Soo – Hamilton (Eliza Hamilton)                                |
| Legjobb férfi mellékszereplő színdarabban | Legjobb női mellékszereplő színdarabban |
| - Reed Birney – The Humans (Erik Blake) - Bill Camp – A salemi boszorkányok (John Hale) - David Furr – Függöny fel! (Gary Lejeune) - Richard Goulding – King Charles III (Henrik herceg) - Michael Shannon – Hosszú út az éjszakába (James Tyrone Jr.)                        | - Jayne Houdyshell – The Humans (Deirdre Blake) - Pascale Armand – Eclipsed (3. feleség) - Megan Hilty – Függöny fel! (Brooke Ashton) - Andrea Martin – Függöny fel! (Dotty Otley) - Saycon Sengbloh – Eclipsed (1. feleség)                                           |
| Legjobb férfi mellékszereplő musicalben | Legjobb női mellékszereplő musicalben |
| - Daveed Diggs – Hamilton (Gilbert du Motier de La Fayette / Thomas Jefferson) - Brandon Victor Dixon – Shuffle Along (Eubie Blake) - Christopher Fitzgerald – Waitress (Ogie) - Jonathan Groff – Hamilton (III. György) - Christopher Jackson – Hamilton (George Washington) | - Renée Elise Goldsberry – Hamilton (Angelica Schuyler) - Danielle Brooks – Bíborszín (Sofia Johnson) - Jane Krakowski – She Loves Me (Ilona RitterÖ - Jennifer Simard – Disaster! (Mary Downy) - Adrienne Warren – Shuffle Along (Gertrude Saunders / Florence Mills) |
| Legjobb szövegkönyv musicalben | Legjobb eredeti zene |
| - Hamilton – Lin-Manuel Miranda - Bright Star – Steve Martin - Rocksuli – Julian Fellowes - Shuffle Along – George C. Wolfe | - Hamilton – Lin-Manuel Miranda (zene és dalszöveg) - Bright Star – Edie Brickell (zene és dalszöveg), Steve Martin (zene) - Rocksuli – Andrew Lloyd Webber (zene), Glenn Slater (dalszöveg) - Waitress – Sara Bareilles (zene és dalszöveg)                           |
| Legjobb díszlettervezés színdarabban | Legjobb díszlettervezés musicalben |
| - David Zinn – The Humans - Beowulf Boritt – Thérèse Raquin - Christopher Oram – Az éjszakai portás - Jan Versweyveld – Pillantás a hídról | - David Rockwell – She Loves Me - Es Devlin, Finn Ross – American Psycho - David Korins – Hamilton - Santo Loquasto – Shuffle Along |
| Legjobb jelmeztervezés színdarabban | Legjobb jelmeztervezés musicalben |
| - Clint Ramos – Eclipsed - Jane Greenwood – Hosszú út az éjszakába - Michael Krass – Függöny fel! - Tom Scutt – King Charles III | - Paul Tazewell – Hamilton - Gregg Barnes – Tuck Everlasting - Jeff Mahshie – She Loves Me - Ann Roth – Shuffle Along |
| Legjobb látványtervezés színdarabban | Legjobb látványtervezés musicalben |
| - Natasha Katz – Hosszú út az éjszakába - Justin Townsend – The Humans - Jan Versweyveld – A salemi boszorkányok - Jan Versweyveld – Pillantás a hídról | - Howell Binkley – Hamilton - Jules Fisher, Peggy Eisenhauer – Shuffle Along - Ben Stanton – Tavaszébredés - Justin Townsend – American Psycho |
| Legjobb színdarabrendező | Legjobb musicalrendező |
| - Ivo van Hove – Pillantás a hídról - Rupert Goold – King Charles III - Jonathan Kent – Hosszú út az éjszakába - Joe Mantello – The Humans - Liesl Tommy – Eclipsed | - Thomas Kail – Hamilton - Michael Arden – Tavaszébredés - John Doyle – Bíborszín - Scott Ellis – She Loves Me - George C. Wolfe – Shuffle Along |
| Legjobb koreográfia | Legjobb zenekar |
| - Andy Blankenbuehler – Hamilton - Savion Glover – Shuffle Along - Hofesh Shechter – Hegedűs a háztetőn - Randy Skinner – Dames at Sea - Sergio Trujillo – On Your Feet! | - Alex Lacamoire – Hamilton - August Eriksmoen – Bright Star - Larry Hochman – She Loves Me - Daryl Waters – Shuffle Along |

‡ A darabnak járó díjat annak producerei vették át.

### Különdíjak
- A legjobb körzeti színház: Paper Mill Playhouse, Millburn, New Jersey
- Színházi életműdíj: Sheldon Harnick, Marshall W. Mason
- Isabelle Stevenson-díj: Brian Stokes Mitchell
- Tiszteletbeli Tony-díj kiválló színházi teljesítményért: Joan Lader, Seth Gelblum, Sally Ann Parsons
- Tony-különdíj: National Endowment for the Arts, Miles Wilkin
- Tony-díj a színpadi oktatásban elért eredményekért: Marilyn McCormick

## In Memoriam
A gála "in memoriam" szegmense az alábbi, 2015-ben/2016-ban elhunyt személyekről emlékezett meg:
- Doris Roberts
- Sir Peter Shaffer
- Billie Allen
- Arnold Wesker
- Patty Duke
- Anne Jackson
- Robert de Michiell
- Ken Howard
- Maureen O’Hara
- Michael White
- Biff Liff
- Brian Bedford
- Kyle Jean-Baptiste
- Brian Friel
- Patricia Elliott
- Richard Libertini
- Dean Jones
- Elizabeth Swados
- Alan Rickman
- David Margulies
- David Bowie
- Saeed Jaffrey
- Frank D. Gilroy
- Theodore Bikel
- Dick Van Patten
- Donald R. Seawell
- Roger Rees

## Előadott számok
- "This Could Be You" – James Corden
- "You're In The Band" – Rocksuli
- "Broadway Blues" – Shuffle Along
- "Ilona" / "She Loves Me" / "Vanilla Ice Cream" – She Loves Me
- "Sunrise, Sunset" / "The Wedding Dance" – Hegedűs a háztetőn
- "If You Knew My Story" – Bright Star (Steve Martin, Edie Brickell)
- "Mysterious Ways" / "I'm Here" – Bíborszín
- "Mega Mix" ("Rhythm is Gonna Get You" / "Conga" / "Oye" / "Turn the Beat Around" / "Everlasting Love" / "Get on Your Feet")  – On Your Feet! (Gloria Estefan)
- Broadway Carpool Karaoke ("On Broadway" / "Alexander Hamilton/Guns and Ships" / "Seasons of Love" / "Can't Take My Eyes Off You" / "One Day More") – James Corden, Lin-Manuel Miranda, Audra McDonald, Jesse Tyler Ferguson, Jane Krakowski
- "Mama Who Bore Me" / "The Bitch of Living" – Tavaszébredés
- "History Has Its Eyes on You" / "Yorktown (The World Turned Upside Down)" – Hamilton
- "Opening Up" / "She Used to Be Mine" – Waitress (Sara Bareilles)
- "The Schuyler Sisters" – Hamilton[8][9]

## Műsorvezetők
A gálán az alábbi műsorvezetők működtek közre:
- Jake Gyllenhaal
- Andrew Lloyd Webber
- Aaron Tveit
- Mary Elizabeth Winstead
- Patina Miller
- Daniel Dae Kim
- Carole King
- Meg Ryan
- Jesse Tyler Ferguson
- Lucy Liu
- Josh Groban
- Andrew Rannells
- Saoirse Ronan
- Steve Martin
- Edie Brickell
- Oprah Winfrey
- James Earl Jones
- Angela Lansbury
- Nathan Lane
- Emilio Estefan
- Cate Blanchett
- Marlee Matlin
- Diane Lane
- Blair Underwood
- Barack Obama
- Michelle Obama
- Common
- Christian Borle
- Nikki M. James
- Claire Danes
- Keri Russell
- Bebe Neuwirth
- Sean Hayes
- Uzo Aduba
- Chita Rivera
- Neil Patrick Harris
- Audra McDonald
- Barbra Streisand

## Fordítás
- Ez a szócikk részben vagy egészben  a(z)   70th Tony Awards című angol Wikipédia-szócikk fordításán alapul.  Az eredeti cikk szerkesztőit annak laptörténete sorolja fel. Ez a jelzés csupán a megfogalmazás eredetét és a szerzői jogokat jelzi, nem szolgál a cikkben szereplő információk forrásmegjelöléseként.